# Dương Cốc
Dương Cốc (chữ Hán giản thể: 阳谷县, âm Hán Việt:  Dương Cốc huyện) là một huyện thuộc địa cấp thị Liêu Thành, tỉnh Sơn Đông, Cộng hòa Nhân dân Trung Hoa. Huyện Dương Cốc có diện tích 1065 km², dân số năm 2001 là 750.000 người. Huyện Dương Cốc được chia thành 7 trấn và 15 hương.
- Trấn: Dương Cốc, Định Thủy, Thọ Trương, Thất Cấp, Thạch Phật, Trương Thu, A Thành.
- Hương: Dương Trang, Cao Miếu Vương, Kim Đấu Doanh, Thập Ngũ Lý Nguyên, Quách Điếm Truân, Thạch Môn Tống, Phạm Hải, Tây Hồ, Lý Đài, Tứ Bằng, Đại Bố, 翟Trang.